# Antonio Annaloro
Antonio Annaloro   (Palerm, 10 de maig de 1920 - Roma, 10 de juliol de 1996) va ser un tenor italià.

## Biografia
Antonio Annaloro va néixer a Palerm, al popular barri de la Vucciria. Després d'un any de vida, la família es va traslladar primer a Verona durant tres anys i després el 1924 a Milà, seguint les vicissituds laborals del pare. Va passar els seus anys escolars a Milà, on va completar la seva formació professional en comptabilitat, cosa que li va permetre trobar feina com a arxiver als 14 anys.
Va assistir amb èxit a les audicions improvisades organitzades per Luigi Caprifoglio, industrial i amant de l'òpera, i més tard va ser admès al Conservatori Giuseppe Verdi. L'any següent va guanyar el concurs per a l'escola del "Teatro dell'Opera" de Roma, on va començar a estudiar amb Piccozzi, Cittadini, Piciello i Chiesa. Més tard perfeccionarà les seves habilitats amb Farinelli.
Va debutar amb el paper del Pescador de Guglielmo Tell  al Teatro dell'Opera de Roma el 7 de maig de 1942. Després d'uns anys d'aprenentatge va començar a aparèixer com a protagonista en teatres importants: Isabeau el 1947 i Pagliacci el 1955 al Teatro dell'Opera de Roma, El procés de Gottfried von Einem el 1954 al Teatro San Carlo de Nàpols. Va ser un dels pocs tenors de l'època que va representar l'òpera russa a Itàlia, amb Igrok el 1953 i Ognenni anguel de Prokófiev el 1955, i Borís Godunov el 1957 a la Fenice de Venècia, i Píkovaia dama al Teatre de la Scala el 1961.
També va interpretar repertori modern, amb diverses obres d'Ildebrando Pizzetti (L'Oro al Teatre de la Scala el 1947, Vanna Lupa' al Teatro Comunale de Florència el 1949, Ifigenia el 1951 al Maggio Musicale Fiorentino i La figlia di Jorio al Teatro Nuovo de Torí el 1955), El rei Roger de Karol Szymanowski al Massimo de Palerm el 1949, Salomé al "Maggio Musicale Fiorentino" el 1964 i les obres esmentades de Prokofiev i von Einem.
Del repertori més popular interpreta, entre d'altres, Manon Lescaut, Cavalleria Rusticana, Andrea Chénier, Carmen, La fanciulla del West, Il trovatore, Aïda. En total va interpretar noranta obres, col·laborant amb directors importants, com ara Luchino Visconti, i directors d'orquestra com ara Tullio Serafin, Antonino Votto, Arturo Basile, Oliviero De Fabritiis i Nino Sanzogno.
El 1947 es va casar amb una dona egípcia al Caire, un matrimoni que va acabar al cap de vuit anys. El 1957 es va casar amb la soprano Luciana Serafini.
Només es conserven algunes de les seves gravacions: Sakùntala, La cena delle beffe, Píkovaia dama, Isabeau, així com una incursió cinematogràfica amb la pel·lícula Romanticismo el 1950. A més, la RAI va produir una pel·lícula de Carmen el 1961, però mai es va emetre.

## Repertori
| Rol                                | Títol                        | Autor             |
| ---------------------------------- | ---------------------------- | ----------------- |
| Il Re                              | Sakùntala                    | Franco Alfano     |
| Cyrano                             | Cyrano de Bergerac           | Alfano            |
| Bista                              | Ave Maria                    | Allegra           |
| Il navigante                       | L'isola degli Incanti        | Allegra           |
| Don José                           | Carmen                       | Bizet             |
| Nerone                             | Nerone                       | Boito             |
| Giuseppe Hagenbach                 | La Wally                     | Catalani          |
| Ermanno                            | Píkovaia dama                | Txaikovski        |
| Maurizio di Sassonia               | Adriana Lecouvreur           | Cilea             |
| Emilio                             | Alba Eroica                  | Monleone          |
| Edgardo                            | Lucia di Lammermoor          | Donizetti         |
| Penteo                             | Le baccanti                  | Ghedini           |
| Andrea Chénier                     | Andrea Chénier               | Giordano          |
| Giannetto                          | La cena delle beffe          | Giordano          |
| Pietro                             | Mese Mariano                 | Giordano          |
| Vassilij                           | Siberia                      | Giordano          |
| Marcello                           | La bohème                    | Leoncavallo       |
| Canio-Pagliaccio                   | Pagliacci                    | Leoncavallo       |
| Milio Dufresne                     | Zazà                         | Leoncavallo       |
| Ariuna                             | La figlia del re             | Lualdi            |
| Cagliostro                         | Il diavolo in giardino       | Mannino           |
| Benito                             | Il quadro delle meraviglie   | Mannino           |
| Turiddu                            | Cavalleria rusticana         | Mascagni          |
| Osaka                              | Iris                         | Mascagni          |
| Folco                              | Isabeau                      | Mascagni          |
| Michele                            | The Saint of Bleecker Street | Menotti           |
| Sen. Tassoni                       | Il gattopardo                | Musco jr.         |
| Grigori-Dimitri – Il falso Dimitri | Borís Godunov                | Modest Mússorgski |
| Mas'aniello                        | Mas'Aniello                  | Napoli            |
| Arlecchino                         | Arlecchino re                | Orlando           |
| Raskolnikoff                       | Delitto e castigo            | Pedrollo          |
| Inventore                          | Morte dell'aria              | Petrassi          |
| Achille                            | Ifigenia                     | Pizzetti          |
| Aligi                              | La figlia di Jorio           | Pizzetti          |
| Giovanni                           | L'oro                        | Pizzetti          |
| Vieri dei Ricci                    | Vanna Lupa                   | Pizzetti          |
| Enzo                               | La Gioconda                  | Ponchielli        |
| Alessio                            | Igrok                        | Serguei Prokófiev |
| Mefisto                            | L'angelo di fuoco            | Serguei Prokófiev |
| Luigi                              | Il tabarro                   | Puccini           |
| Dick Johnson                       | La fanciulla del West        | Puccini           |
| Rodolfo                            | La bohème                    | Puccini           |
| Pinkerton                          | Madame Butterfly             | Puccini           |
| Des Grieux                         | Manon Lescaut                | Puccini           |
| Mario Cavaradossi                  | Tosca                        | Puccini           |
| Calaf                              | Turandot                     | Puccini           |
| Pescatore Roudi                    | Guglielmo Tell               | Rossini           |
| Hérode                             | Salomè                       | Strauss           |
| Edrisi e pastore/profeta           | Król Roger                   | Szymanowski       |
| Radamès                            | Aïda                         | Verdi             |
| Manrico                            | Il trovatore                 | Verdi             |
| Alfredo                            | La traviata                  | Verdi             |
| Macduff                            | Macbeth                      | Verdi             |
| Duca di Mantova                    | Rigoletto                    | Verdi             |
| Joseph                             | Il processo (Der Prozeß)     | von Einem         |
| Paolo                              | Francesca da Rimini          | Zandonai          |
| Renato                             | La via della finestra        | Zandonai          |
| Romeo                              | Giulietta e Romeo            | Zandonai          |

## Enregistraments
- Sakùntala Franco Alfano. Anna de Cavalieri, Antonio Annaloro, Plinio Clabassi, Giovanni Amodeo. Orquestra Simfònica de la Ràdio Italiana de Milà. Director/a Arturo Basile
- Píkovaia dama Pëtr Ilitx Txaikovski – 1961 Leyla Gencer, Antonio Annaloro, Ivo Vinco, Sesto Bruscantini, Marianna Radev, Marianna Radev, Marianna Radev, AAdria Fertino Lagos Orquestra i cor de La Scala dir. Nino Sanzogno
- Píkovaia dama Pëtr Ilyich Txaikovski. - 1963 Gianna Galli, Antonio Annaloro. Orquestra Simfònica de la Rai de Milà, dir. Arthur Basile
- La Bohème de Ruggero Leoncavallo - 1964 Filharmònica de Sanremo, dir. Alberto Zedda
- El sopar de la burla de Umberto Giordano - Gigliola Frazzoni, Antonio Annaloro. Orquestra Simfònica de la Rai de Milà – Dir. Oliviero De Fabritiis
- Col·lecció d'àries de TIMA 63. Manon Lescaut Giacomo Puccini: No he vist mai una dona, estic boja; La bohème Giacomo Puccini: Maneta freda; Igrok de Serguei Prokófiev: No ho tinc al cap…; Isabeau Pietro Mascagni: i la criatura vivent passarà...; Cavalleria Rusticana Pietro Mascagni, Adéu a la Mare; Andrea Chénier Umberto Giordano: Improvisació; Turandot Giacomo Puccini: Nessun Dorma (1987).